# Dee Edwards
Doris Jean Harrell, plus connue sous le pseudonyme Dee Edwards, née le 19 juin 1945 à Birmingham, dans l'Alabama et morte le 25 janvier 2006 à Detroit, dans le Michigan aux États-Unis, est une chanteuse de soul américaine qui s'est fait connaître à partir des années 1960.

## Biographie
En 1959, Doris Jean Harrell se joint au groupe The Jesters sous le pseudonyme The Paragons pour sortir l'album The Paragons Meet The Jesters.
En 2006, elle décède apparemment d'une crise cardiaque.
À partir de 2010, un remix de son titre Why Can't There Be Love par Pilooski est utilisé dans une campagne de publicité de la marque Adidas.

## Discographie
- 1979 Heavy Love
- 1980 Two Hearts Are Better Than One